# Gądkowice (gromada)
Gądkowice – dawna gromada, czyli najmniejsza jednostka podziału terytorialnego Polskiej Rzeczypospolitej Ludowej w latach 1954–1972.
Gromady, z gromadzkimi radami narodowymi (GRN) jako organami władzy najniższego stopnia na wsi, funkcjonowały od reformy reorganizującej administrację wiejską przeprowadzonej jesienią 1954 do momentu ich zniesienia z dniem 1 stycznia 1973, tym samym wypierając organizację gminną w latach 1954–1972.
Gromadę Gądkowice z siedzibą GRN w Gądkowicach utworzono – jako jedną z 8759 gromad na obszarze Polski – w powiecie milickim w woj. wrocławskim, na mocy uchwały nr 22/54 WRN we Wrocławiu z dnia 2 października 1954. W skład jednostki weszły obszary dotychczasowych gromad Gądkowice, Wodników Górny, Łatkowa, Ostrowąsy, Potasznia, Tworzymirki Górne, Wziąchowo Małe i Wziąchowo Wielkie ze zniesionej gminy Gądkowice w tymże powiecie. Dla gromady ustalono 18 członków gromadzkiej rady narodowej.
1 stycznia 1960 do gromady Gądkowice włączono obszar zniesionej gromady Bartniki oraz wieś Tworzymirki ze zniesionej gromady Trzebicko w tymże powiecie.
31 grudnia 1961 do gromady Gądkowice włączono wsie Młodzianów i Henrykowice ze zniesionej gromady Czatkowice w tymże powiecie.
Gromada przetrwała do końca 1972 roku, czyli do kolejnej reformy gminnej. 1 stycznia 1973 w powiecie milickim reaktywowano gminę Gądkowice (zniesioną ponownie 1 września 1977).